# 沃尔沃集团
沃尔沃集团（瑞典語：Volvokoncernen，法律上是Aktiebolaget Volvo，通常缩写为AB Volvo，“Volvo”一詞為拉丁文，原意是「我在滾動」）是一家瑞典的跨国制造公司，总部设在哥德堡，乃全球领先的商业运输及建筑设备制造商，主要从事卡车、客车、建筑设备、船舶和工业应用驱动系统和航天及航空設備的生产，流通与销售。沃尔沃还提供金融服务。沃尔沃汽车曾是沃尔沃集团的乘用车制造部门，1999年沃尔沃集团出售了该公司，成为完全独立的公司，但仍然共享沃尔沃品牌和合作營运富豪博物館，與紳寶汽車並稱瑞典國寶。

## 历史
沃尔沃的創始人瑞典人古斯塔夫·拉森和亞沙·蓋布列森原本都服務於瑞典知名滾珠軸承製造廠SKF，其中拉森是工程師，而蓋布列森則是經濟學出身的國際行銷部門經理。由於兩人對汽車的前瞻性與熱情，攜手合作在1925年9月時成功說服SKF的董事會，借到了該公司位於Torslanda的廠房進行試作車的組裝，於1926年8月10日獲得授權，正式開始新車量產。而沃尔沃第一款產品，是1927年4月14日上市的Volvo ÖV4型敞篷車。
由於銷售表現優秀規模越來越大，沃尔沃在1935年時正式脫離母公司SKF，獨立為沃尔沃集团繼續營運。該公司除了乘用汽車之外，也是世界知名的商用車輛製造商。沃尔沃長期關注汽車安全問題並發明大量的汽車安全科技，公司內有一車禍研究團隊長期與警方一起至車禍現場研究汽車撞擊安全的問題。沃尔沃對渦輪增壓引擎也很有研究。
1999年，美国福特汽車以64.5億美元从沃尔沃集团收購沃尔沃汽车，纳入该公司旗下所属的第一汽车集团（Premier Automotive Group，PAG）经营，福特與沃尔沃開始有部份車款的底盤共用、平台共享。
2009年12月24日福特汽車和中華人民共和國浙江省汽车制造商吉利汽車的母公司——浙江吉利控股集團就出售富豪汽車達成初步協議。
2010年3月28日，浙江吉利控股集团有限公司（简称吉利集团）在瑞典哥德堡与福特汽车签署最终股权收购协议，宣布收购沃尔沃汽车全部股权以及包括知识产权的相关资产，涉及金额18亿美元，已在2010年第三季度完成交割。将其总部设在上海，并且分别在成都和大庆两地新建工厂。工厂建设完成后，位于重庆的长安福特工厂将不再为沃尔沃s40代工。
2013年1月26日，東風汽車集團股份有限公司和富豪集團在北京簽約，富豪集團將投資56億元人民幣与其成立新的合資公司「東風商用車公司」，主打中重型卡車。東風集團與富豪集團的持股比例分別為55%和45%。此外，東風集團將會從它與日產汽車公司合資組建的東風汽車有限公司回購中重型商用車業務和資產，將當中的絕大部分轉移至新成立的「東風商用車公司」。
2017年12月27日，吉利控股向歐洲基金公司Cevian Capital收購其持有的富豪集團（AB Volvo）8.2%股權，8,847萬股A股以及7,877萬股B股。成為後者第一大股東，並擁有15.6%的投票權，惟仍需待監管機構審批。
2019年12月19日，富豪集團以2,500億日圓（23億美元）出售旗下UD卡車給五十鈴，雙方將結成聯盟，在電動化和自動駕駛等新一代技術上展開合作。

## 旗下子公司

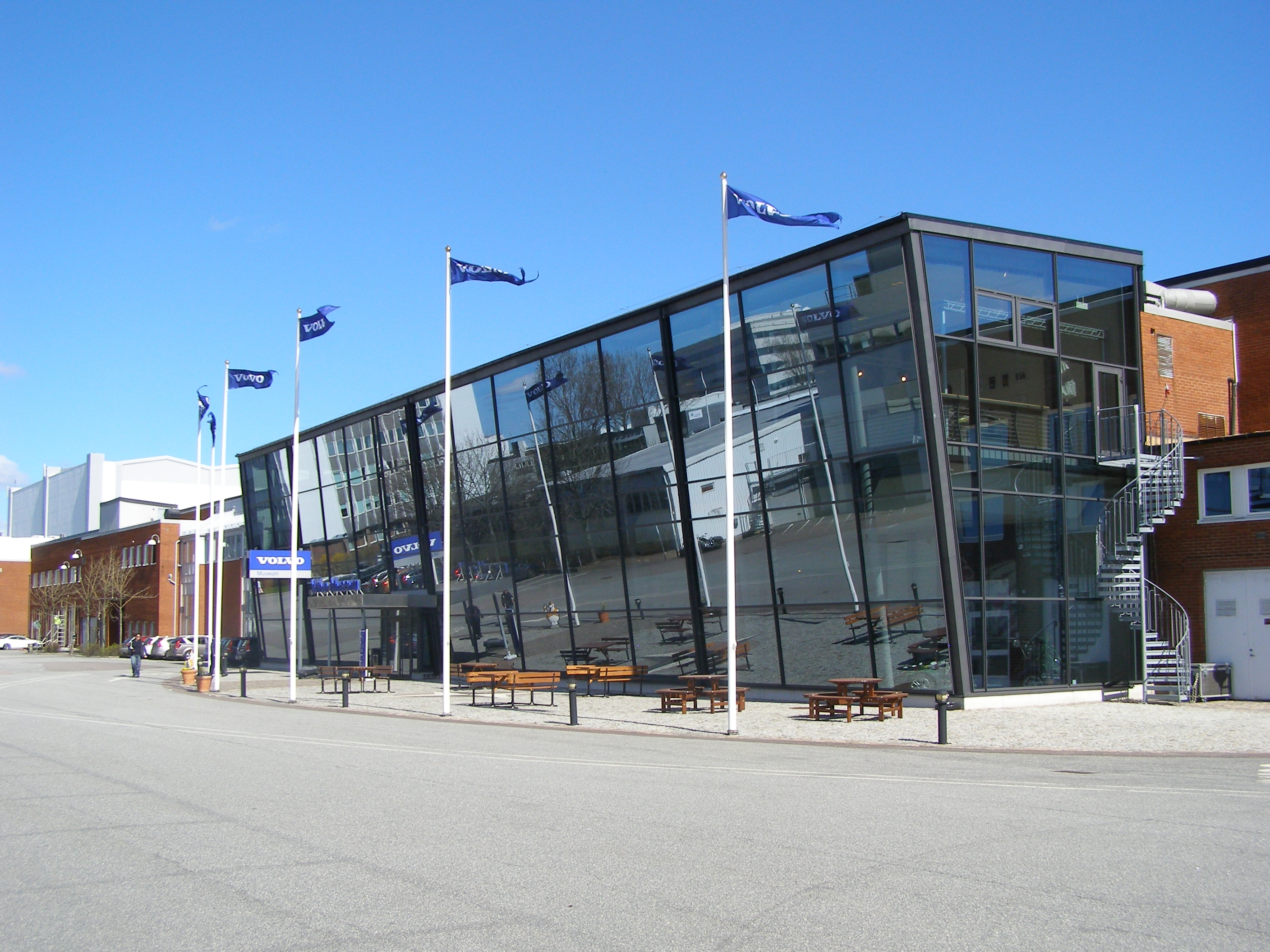
哥德堡沃尔沃博物館

- VE Commercial Vehicles Limited Ltd.－45.6% 与印度Eicher（英语：Eicher Motors）合资
- Volvo Trucks－生產貨車
- Mack Trucks－美國貨車品牌
- Renault Trucks－法國貨車品牌
- Volvo Buses－生產巴士
- Nova Bus（英语：Nova Bus）
- Prevost（英语：Prevost Car）
- Volvo Construction Equipment（英语：Volvo Construction Equipment）－生產建築機械
- Volvo Penta（英语：Volvo Penta） - 生產遊艇及工業用引擎
- Volvo Aero－生產航空及航天設備
- Volvo Financial Services（英语：Volvo Financial Services）－提供財務
- Volvo Information Technology（英语：Volvo Information Technology）－北欧地区最大的专业IT服务公司之一，为集团内部和外部客户提供IT服务
- 山东临工－中国工程机械品牌
- 東風商用車公司（瑞典语：Dongfeng Commercial Vehicles）－45%
- Volvo Rents（英语：Volvo Rents）